# 掛川市健康ふれあい館
掛川市健康ふれあい館（かけがわしけんこうふれあいかん）は、かつて存在していた日本の日帰り温泉施設。通称は大東温泉シートピア（だいとうおんせんしーとぴあ）。旧称は大東健康ふれあい館（だいとうけんこうふれあいかん）。静岡県掛川市により設置され、株式会社ユアーズ静岡が指定管理者として運営していた。

## 概要
静岡県掛川市に立地する日帰り温泉施設であった。かつての静岡県小笠郡大東町が掘り当てた源泉から湧いた、天然温泉を利用している。地中海風の建物の中に、洋風や和風の露天風呂や内風呂などさまざまな風呂が設けられていた。また、温水プールやグラウンドゴルフ場なども併設されていた。2021年（令和3年）に民間に譲渡されることになり、リバティーリゾート大東温泉となった。

## 沿革

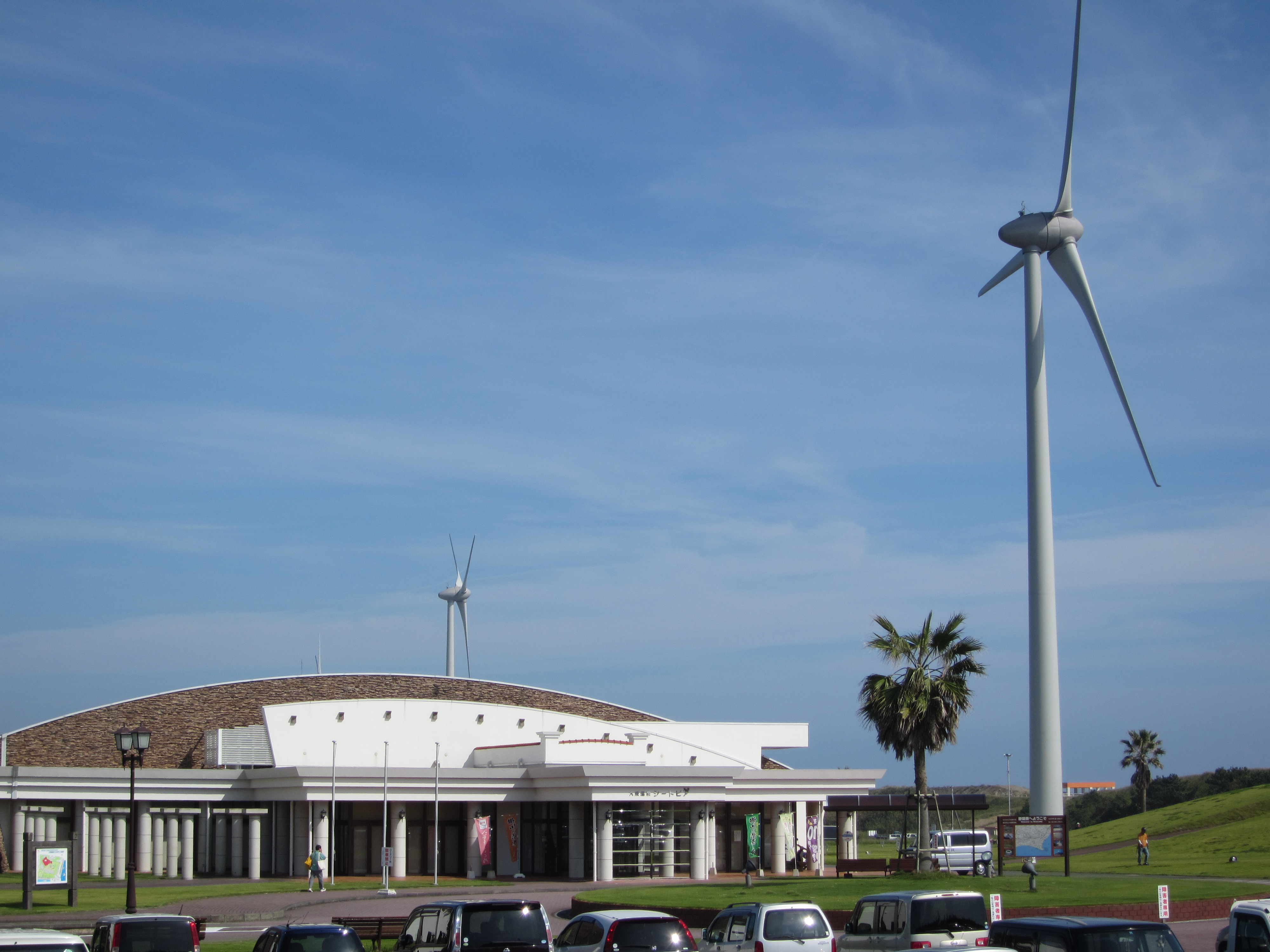
掛川市健康ふれあい館（左）と大東海洋公園風力発電施設の風車（右）

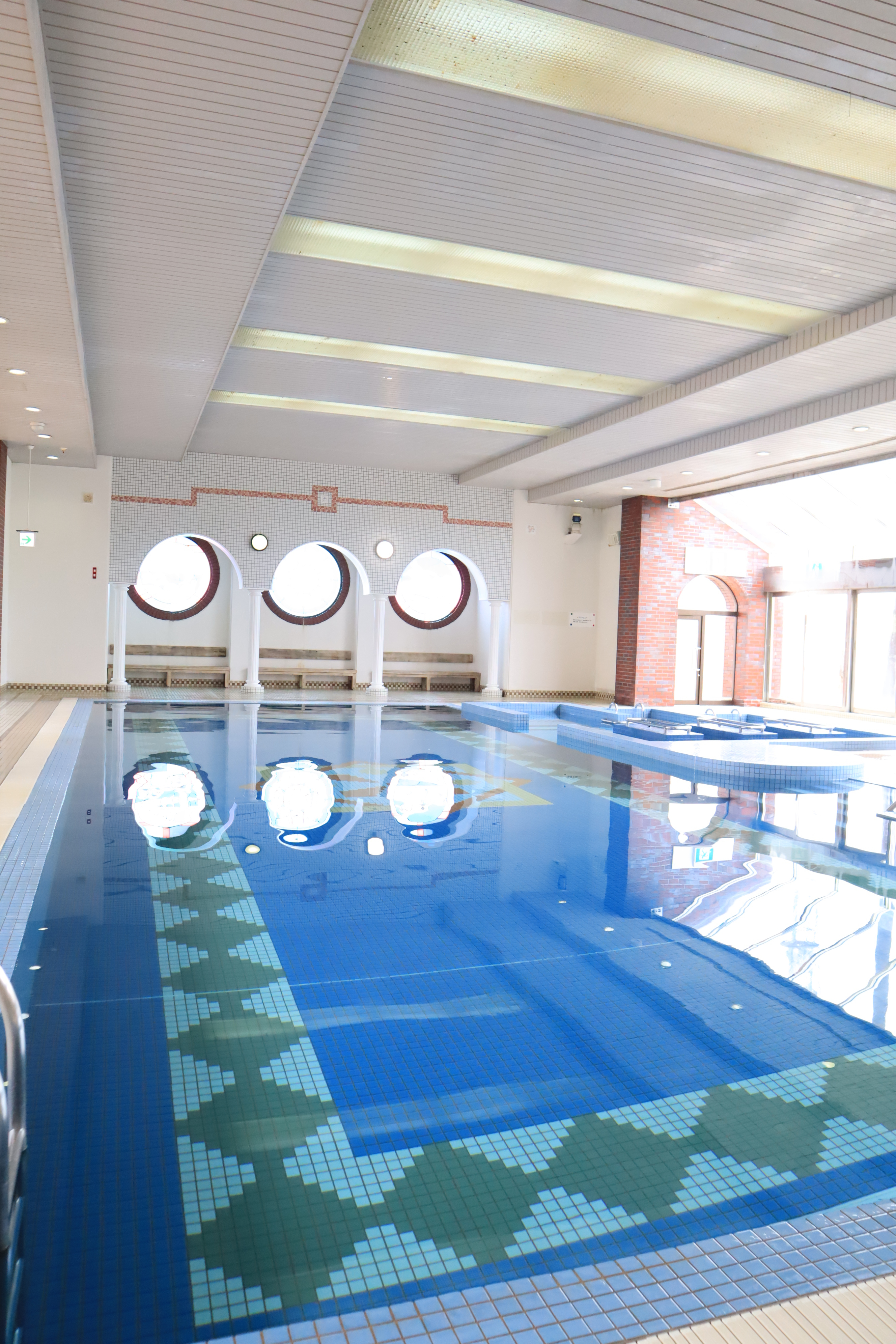
館内の温水プール（2018年6月下旬、掛川市役所観光・CP課により撮影）

竹下内閣の「自ら考え自ら行う地域づくり事業」により、地方交付税交付対象の市町村に対して1億円が支給された。静岡県小笠郡大東町では、この交付金を基に温泉の掘削を実施した。その結果、ナトリウム・塩化物温泉（高張性弱アルカリ性低温泉）の源泉を掘り当てることに成功した。これを受け、大東町では、天然温泉の入浴施設に加えて、温水プールやグラウンドゴルフ場などを整備することとした。複合的な日帰り温泉施設として「大東健康ふれあい館」が開設され、愛称として「大東温泉シートピア」と命名された。
1998年度（平成10年度）、財団法人として大東町振興公社が設立され、大東健康ふれあい館の施設管理運営を受託させることになった。2005年（平成17年）4月1日、大東町は旧掛川市、大須賀町と新設合併し、新たに掛川市が設置された。それに伴い、大東健康ふれあい館は「掛川市健康ふれあい館」となった。また、大東町振興公社は、財団法人である大東振興公社となった。さらに、指定管理者制度が導入され、2005年度（平成17年度）より大東振興公社が掛川市健康ふれあい館の指定管理者となった。2006年度（平成18年度）、大東振興公社が掛川市健康ふれあい館の指定管理者として更新された。
なお、2008年度（平成20年度）には、大東振興公社は、旧掛川市にて同様の事業を行っていた財団法人である掛川市生涯学習事業団と統合されることになり、新たな財団法人として掛川市生涯学習振興公社が発足した。ただし、大東振興公社が指定管理者を務めていた施設は、掛川市生涯学習振興公社が引き続き指定管理者を務めた。2011年度（平成23年度）、掛川市生涯学習振興公社が掛川市健康ふれあい館の指定管理者として更新された。なお、2012年度（平成24年度）には、掛川市生涯学習振興公社は公益財団法人に移行している。
2016年度（平成28年度）より、ユアーズ静岡が新たな掛川市健康ふれあい館の指定管理者となった。
2021年（令和3年）4月1日、掛川市健康ふれあい館は掛川市からリバティーに譲渡され、その幕を閉じた。リバティーは掛川市健康ふれあい館をリニューアルし、同年4月24日より「リバティーリゾート大東温泉」として営業を開始した。

## 名称
一般的には愛称の「大東温泉シートピア」として知られており、公式ウェブサイトにおいても名称は「大東温泉シートピア」 と表記されていた。一方、2005年（平成17年）4月1日の掛川市発足と同時に施行された条例では、「掛川市健康ふれあい館」 と表記されていた。なお、合併前の大東町においても、条例上は「大東健康ふれあい館」 と表記されていた。掛川市役所の公式ウェブサイトにおいても、観光案内などのページではわかりやすさを重視し「大東温泉シートピア」 と表記しているものの、指定管理者の募集などのページでは「掛川市健康ふれあい館（大東温泉シートピア）」 のように双方を併記した表記も散見された。なお、指定管理者の募集要項など正式な文書においては、施設の名称として「掛川市健康ふれあい館」 と表記したうえで「愛称：大東温泉シートピア」 と併記していた。

## 設備
- 天然温泉

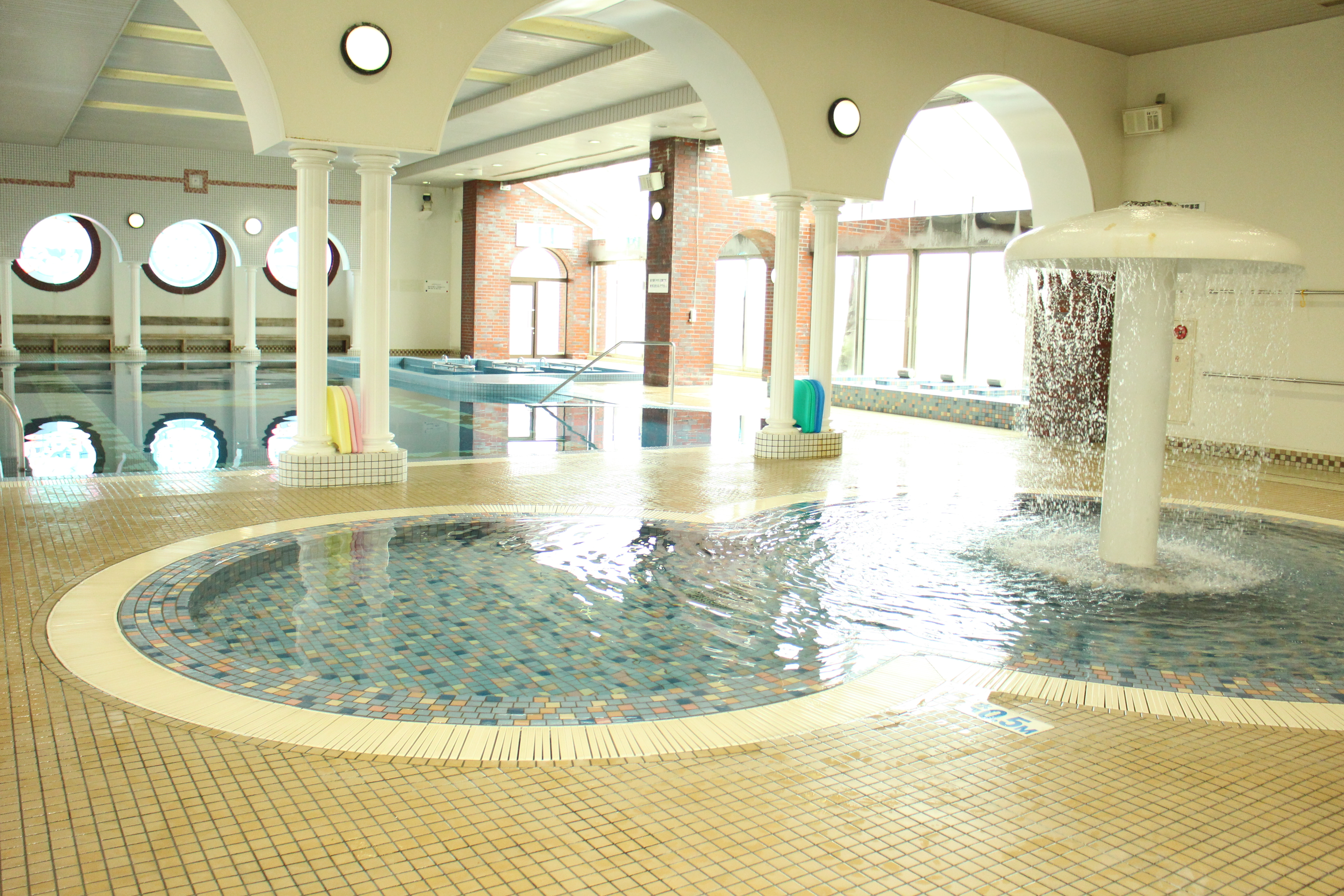
館内の設備（2018年6月下旬、掛川市役所観光・CP課により撮影）

- 温水プール（施設老朽化のため2020年4月1日より営業中止）
- グラウンドゴルフ場
- フィットネス施設
- 料理居酒屋
- 休憩スペース
- リラクゼーション施設
- 売店
- パン屋